# Kompasiana
Kompasiana – indonezyjska platforma blogowa należąca do grupy Kompas Gramedia. Jest to portal internetowy o charakterze blogu społecznego (ang. social blog) i zarazem największy tego rodzaju serwis w kraju.
Serwis został otwarty w 2008 roku. Pierwotnie był portalem przeznaczonym dla redaktorów pisma „Kompas”, a niedługo potem (22 października 2008) przerodził się w publiczną platformę blogową.
Platforma oferuje sekcje poświęcone gospodarce, literaturze, stylowi życia, rozrywce, naukom humanistycznym, sporcie, polityce i technice.
W ciągu miesiąca witryna odnotowuje ok. 20 mln wizyt (stan na 2020 rok). W grudniu 2020 r. był 28. stroną WWW w kraju pod względem popularności (według danych Alexa Internet).